# Apollonia (Albanien)

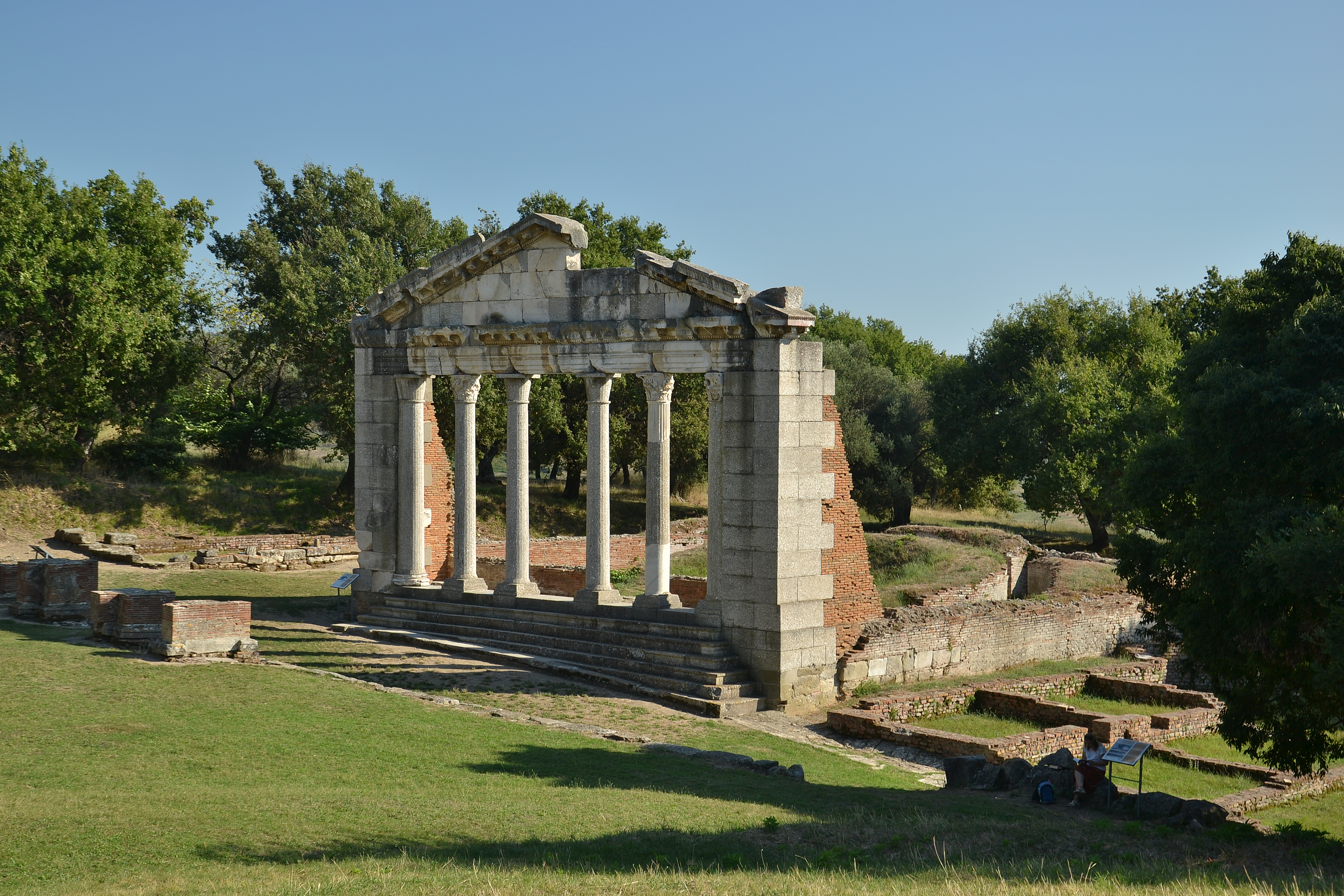
Restauriertes Monument der Agonotheten, Bestandteil des Buleuterion

Apollonia (albanisch Apoloni/a, griechisch Ἀπολλωνία Apollōnía) ist eine Ruinenstätte in Mittelalbanien beim Dorf Pojan im Qark Fier, rund sieben Kilometer westlich der Stadt Fier. Die Stadt Apollonia wurde 588 v. Chr. im Zuge der griechischen Kolonisation als dorische Kolonie von Korfu unter Beteiligung von Siedlern aus Korinth gegründet. Später fiel sie unter römische Herrschaft. Fast tausend Jahre war Apollonia ein wichtiges städtisches Zentrum im epirotischen Raum. Sie ist nach dem Gott Apollon benannt.

## Lage
Apollonia wurde auf einem Hügel etwa einen Kilometer nördlich des Flusses Vjosa gegründet, der nach wenigen Kilometern ins Adriatische Meer mündet und in der Antike bis zur Stadt hinauf schiffbar war. Die Akropolis der Stadt beherrschte die im Altertum sehr fruchtbare Ebene der Myzeqe. Wie Dyrrhachium war Apollonia zur römischen Zeit eine wichtige Hafenstadt an der Küste Illyriens und einer der westlichen Ausgangspunkte der Via Egnatia nach Thessalonica und Byzantium. Im 4. Jahrhundert n. Chr. umfasste das Stadtgebiet 81 Hektar und war von einer vier Kilometer langen Mauer umgeben.

## Bevölkerung
In der Stadt lebten neben den Nachkommen der griechischen Kolonisten zahlreiche autochthone Illyrer, da Apollonia im Stammesgebiet der Taulantier lag. Für Aristoteles war Apollonia ein wichtiges Beispiel, an dem er das politische System der Oligarchie analysierte, denn die Nachkommen der griechischen Kolonisten kontrollierten die Stadt und herrschten über die Mehrheitsbevölkerung illyrischen Ursprungs. In römischer Zeit siedelten sich auch Kolonisten aus Italien an, die sich aber an die dominierenden Griechen assimilierten. Auch in der Kaiserzeit bleiben lateinische Inschriften die Ausnahme.

## Geschichte

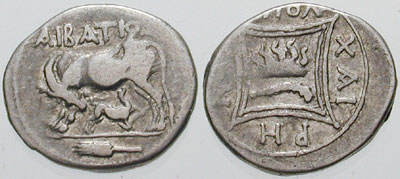
In Apollonia geprägte Drachme 2. oder 1. Jahrhundert v. Chr.

588 v. Chr. wurde Apollonia von dorischen Siedlern aus Korfu und Korinth gegründet. Herodot zufolge nahm 480 v. Chr. ein Kontingent aus Apollonia an der Schlacht von Salamis teil, der größten Seeschlacht in der Geschichte des Altertums. Um 460 v. Chr. geriet die Stadt in Konflikt mit den benachbarten illyrischen Amantiern, aus dem sie jedoch siegreich hervorging. 436 v. Chr. unterstützte Apollonia zusammen mit anderen griechischen Städten die demokratische Partei in Epidamnos (lat. Dyrrhachium), die daraufhin die Aristokraten besiegte und die Macht übernahm. Mitte des 4. Jahrhunderts v. Chr. wurde die Stadt in die militärischen Auseinandersetzungen zwischen dem illyrischen König Bardylis und Philipp II. von Makedonien verwickelt. Etwa zur selben Zeit begann man mit der Prägung von Silbermünzen. Ab 314 v. Chr. lag Apollonia mit dem illyrischen König Glaukias im Krieg und war mit Kassander von Makedonien verbündet. Der Sieg über Glaukias 312 v. Chr. brachte der Stadt die volle politische Autonomie. Zeitweise gehörte Apollonia zum Reich des Pyrrhos, konnte aber nach dessen Tod 272 v. Chr. die Unabhängigkeit wiedererlangen.

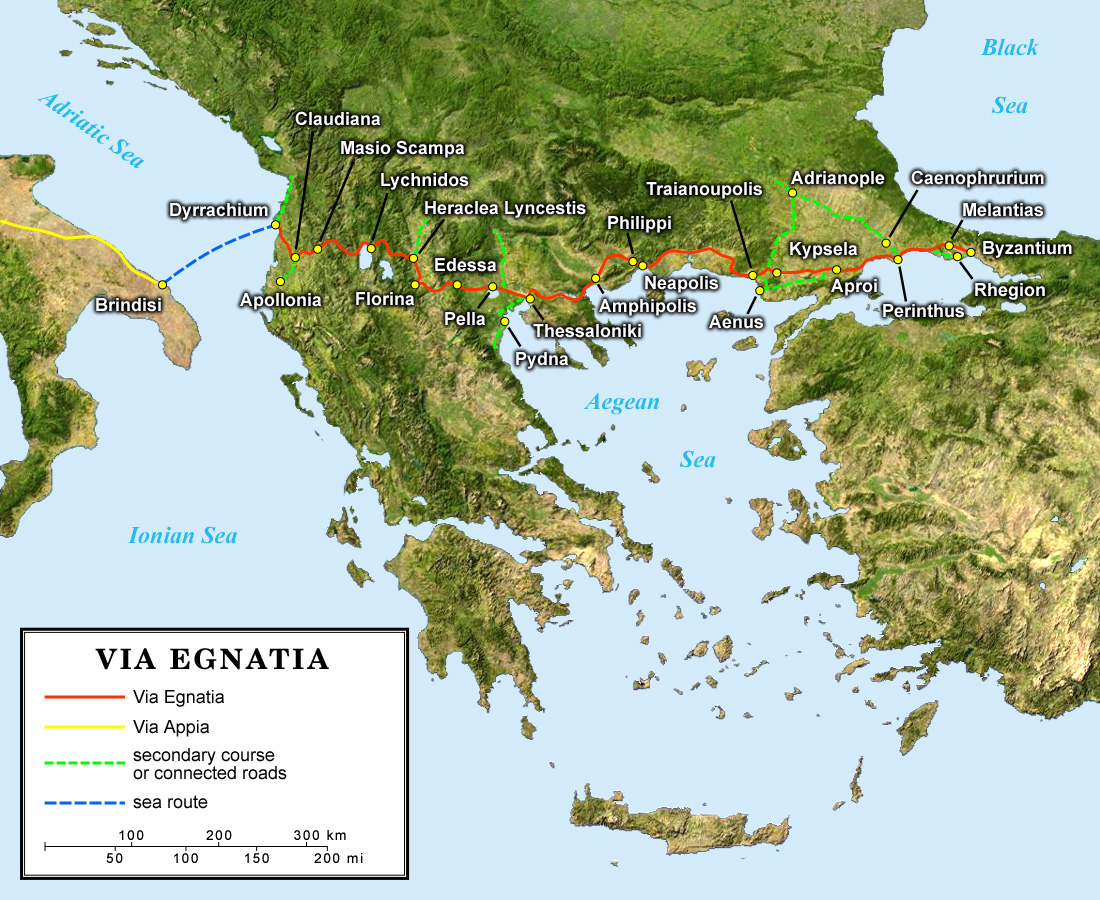
Die Via Egnatia und Apollonia

Seit 229 v. Chr. stand Apollonia unter römischem Schutz. Die Stadt war in den folgenden Kriegen gegen Makedonien die wichtigste Basis der Römer auf der Balkanhalbinsel. 211 und 205 v. Chr. konnten Angriffe Philipps V. erfolgreich abgewehrt werden. 148 v. Chr. wurde Apollonia Teil der römischen Provinz Macedonia und musste von da an Steuern an die Römer zahlen. Später gehörte die Stadt zur Provinz Epirus. Während des 1. Jahrhunderts v. Chr. besuchten verschiedene bedeutende römische Politiker, unter anderem Sulla und Cicero die Stadt Apollonia. 44 v. Chr. studierte der spätere römische Kaiser Augustus in der griechischen Stadt. Im Bürgerkrieg zwischen Pompeius und Caesar stand Apollonia auf Caesars Seite; 48 v. Chr. wurde sie von Marcus Iunius Brutus eingenommen. Wenig später befestigte Marcus Antonius den strategisch wichtigen Ort.
Die freundliche Haltung der Stadt gegenüber Caesar und Augustus zahlte sich politisch aus: Apollonia wurde freie Stadt (lat. civitas libera) und musste keine Steuern mehr nach Rom abführen. Dieser bevorzugte Status blieb während der gesamten Epoche des Prinzipats erhalten und sorgte mit dafür, dass Apollonia prosperierte. Neben der ertragreichen Landwirtschaft in der Umgebung bildeten exportorientiertes Gewerbe (vor allem Töpferei) die Basis für den Reichtum der Stadt.

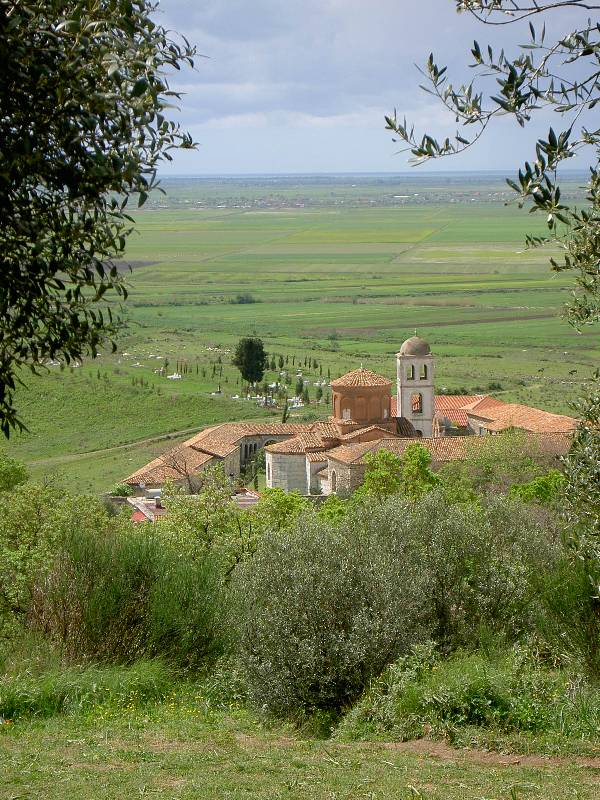
Das Kloster Shën Meri mit Blick Richtung Süden

Der Verfall des Handelszentrums begann im 4. Jahrhundert, als ein Erdbeben den Lauf des Flusses Vjosa änderte und der Hafen Apollonias verlandete. Früh fand das Christentum Eingang in die Stadt. Bischöfe von Apollonia waren auf den Konzilien von Ephesos (431) und Chalcedon (451) zugegen. Unter Kaiser Justinian I. wurden die Befestigungen der Stadt zum letzten Mal erneuert; spätestens Ende des 6. Jahrhunderts ist der Ort aber wegen der veränderten topographischen Bedingungen verlassen worden.
Im 9. Jahrhundert ist das Kloster Shën Meri in den Ruinen der Stadt gegründet worden. Im 14. Jahrhundert wurde die bis heute existierende Klosterkirche errichtet. In den Mauern des Klosters sind heute die bei archäologischen Grabungen geborgenen antiken Funde ausgestellt. Ein Teil der Funde befindet sich auch im archäologischen Museum der Hauptstadt Tirana. Während der Wirren, die 1990 der Zusammenbruch des kommunistischen Regimes in Albanien auslöste, wurde die archäologische Sammlung von Apollonia geplündert. Über längere Zeit kam es auch zu Raubgrabungen auf dem Gelände der Ruinenstätte.

## Forschungsgeschichte
Der italienische Reisende und Humanist Cyriacus von Ancona gilt als der Wiederentdecker von Apollonia. Er besuchte in der ersten Hälfte des 15. Jahrhunderts die Ruinenstätte und identifizierte sie als jene Stadt, in der Kaiser Augustus studiert hatte. Im 19. Jahrhundert interessierten sich der französische Konsul in Ioannina, F. Pouqeville, und der orthodoxe Bischof von Berat, Anthimos, für Apollonia. Beide publizierten eine Reihe von Funden und Inschriften. Als erster Archäologe folgte ihnen 1861 der Franzose Léon Heuzey. Er fertigte den ersten Plan Apollonias an und grub einige Statuen aus, die er in den Louvre nach Paris brachte.
Die ersten größeren Ausgrabungen nahmen die österreichischen Wissenschaftler Carl Patsch und Camillo Praschniker in den Jahren 1904 und 1916 bis 1918 vor. Der größte Teil ihrer Funde befindet sich heute in Wien.
Ein französisches Archäologenteam unter Leitung von Léon Rey legte 1924 und in den folgenden Jahren die große Stoa, das Buleuterion, das Odeon und die Bibliothek der Stadt frei. Unter der italienischen Besatzung wurde erneut in Apollonia gegraben, wobei unter anderem ein Gymnasion südlich des Marienklosters entdeckt wurde. Nun bekam man eine erste Ahnung über die enorme Fläche, über die sich die Stadt in der Antike erstreckte. Der albanische Archäologe Hasan Ceka, der Vater von Neritan Ceka, setzte die Arbeiten ab 1947 fort.
Zwischen 1958 und 1960 folgte eine große albanisch-sowjetische Grabungskampagne, bei der der Diana-Tempel, mehrere Wohnhäuser, eine der Hauptstraßen und 136 Gräber freigelegt wurden. Die Funde dieser Kampagne wurden zum größten Teil vor Ort im Marienkloster ausgestellt. Bis 1982 wurde die archäologische Erforschung der Stadt von albanischen Archäologen fast ununterbrochen fortgesetzt.
1992 folgte eine französisch-albanische Grabungskampagne unter Leitung von Pierre Cabanes und Neritan Ceka. Und seit 1998 arbeiten amerikanische und albanische Wissenschaftler gemeinsam in Apollonia. Neben vielen weiteren Funden aus der Antike wurden auch Artefakte entdeckt, die nachweisen, dass bereits in der Altsteinzeit Menschen den Burghügel besucht haben. Mittlerweile wurde unmittelbar neben dem Marienkloster ein Grabungshaus errichtet, das den Archäologen gute Arbeitsbedingungen bietet. Trotz der über Jahrzehnte andauernden intensiven Erforschung sind erst fünf Prozent der Fläche Apollonias ausgegraben worden.

## Bauwerke
Apollonia ist die größte und wichtigste der 30 Städte der ganzen antiken Welt, die zu Ehren des Gottes Apollon benannt wurden. Sie war eines der größten städtischen Zentren Illyriens und beherbergte eine Vielzahl an Profan- und Sakralbauten, große Wohngebiete, mächtige Befestigungsanlagen und viele befestigte Straßen. Die Befestigungswälle umschließen auf vier Kilometern Länge eine Fläche von 137 Hektar. Es wird geschätzt, dass innerhalb der Stadtmauern eine Bevölkerung von etwa 60.000 Menschen lebte. Zu den wichtigsten Monumenten Apollonias zählen das Buleuterion, die Bibliothek, das Odeon, der Dianatempel, das Prytaneion, das Theater, das Nymphäum, das Gymnasion, die große Stoa, der dorische Tempel und Villen beziehungsweise Bürgerhäuser.

### Buleuterion

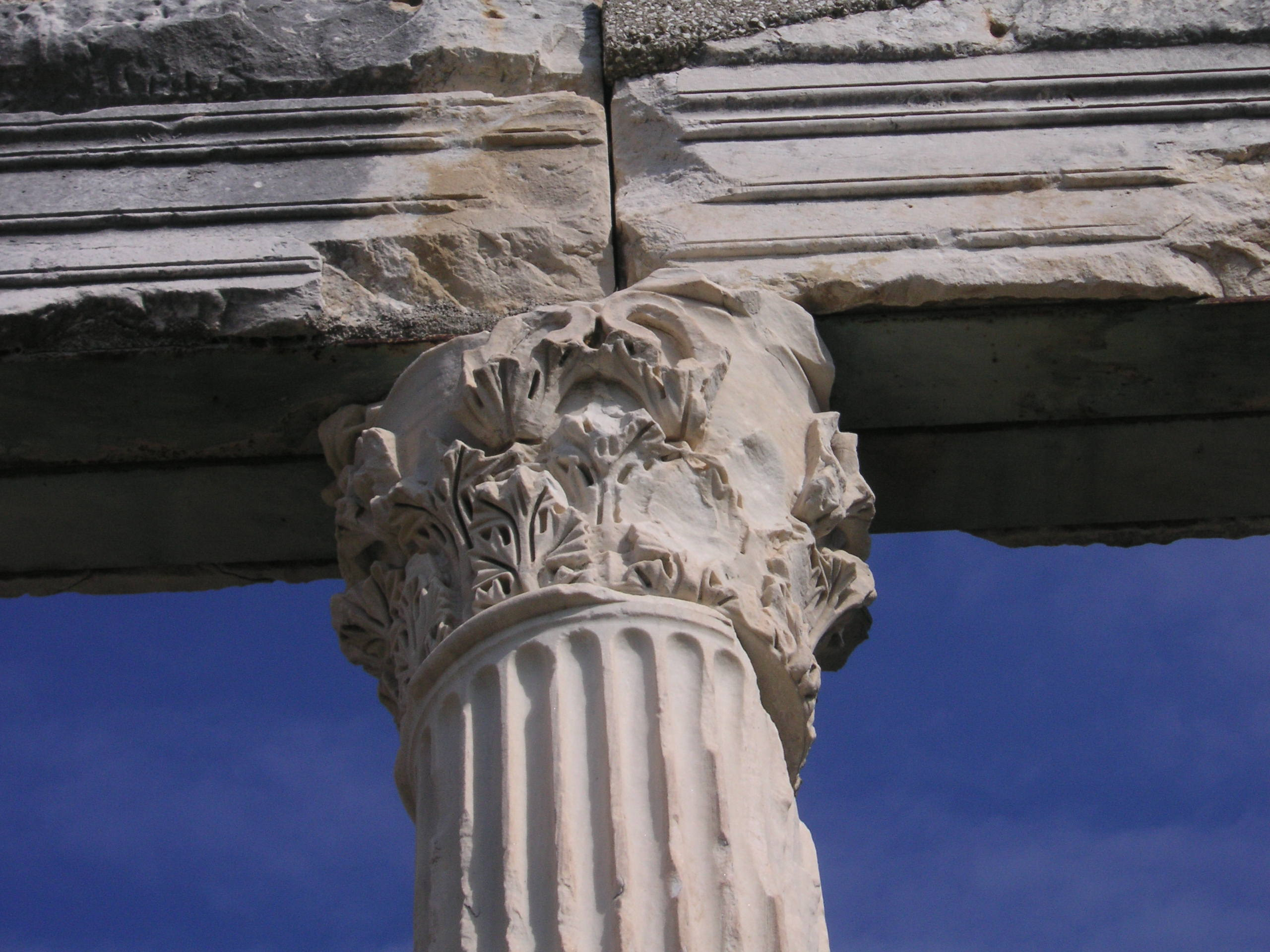
Korinthisches Kapitell am Agonotheten-Monument

In den Stadtstaaten des antiken Griechenlands gab es für den Stadtrat (βουλή boulḗ) einen Versammlungsraum, den Buleuterion. In Apollonia stand dieses im Stadtzentrum in der Nähe der Agora und umfasste ein Agonotheten-Monument, welches zum Symbol der Archäologie Albaniens wurde. Dieses Bauwerk entstand im letzten Viertel des 2. Jahrhunderts n. Chr., also während der römischen Zeit. Es wurde 1976 originalgetreu vom albanischen Spezialisten Koco Zhegu restauriert. Das Monument wurde von den Archäologen nach zwei Kampfrichtern (griechisch Agonothetes) benannt, die in einer Inschrift am Gebäude erwähnt werden.

### Bibliothek
Laut dem französischen Archäologen Léon Rey war das Gebäude am Ostende der Agora eine Bibliothek, doch bis heute ist die genaue Funktion des Bauwerks nicht eindeutig geklärt. Der im Grundriss quadratische Bau ist mit der gleichen Technik errichtet worden wie das Buleuterion.

### Odeon

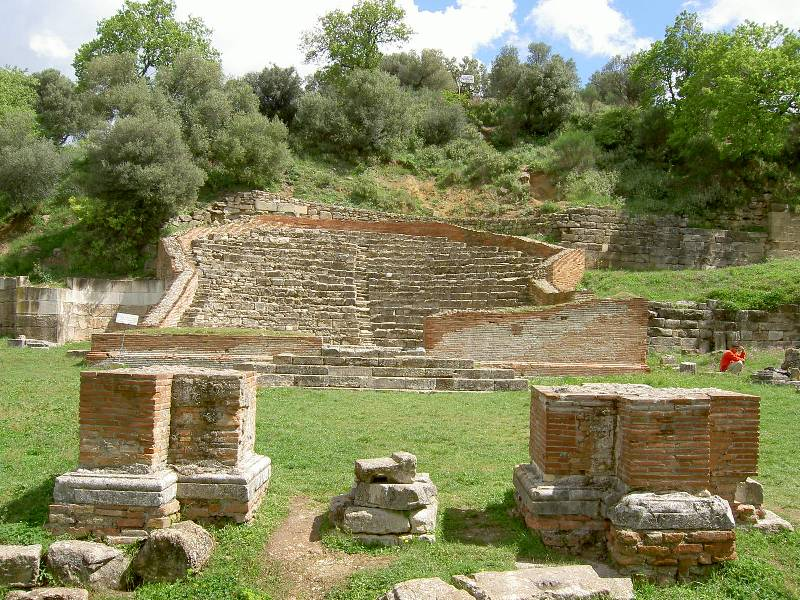
Das Odeon von Apollonia

Das auf der Nordseite der Agora gelegene Odeon diente sowohl für musikalische und kulturelle Veranstaltungen als auch für politische Treffen. Das Innere ähnelt einem Theater: Es gibt 16 Sitzreihen und bietet somit für 300 Personen Platz. Die Kombination zwischen griechischem Stil und römischer Technik machen das in der Mitte des 2. Jahrhunderts n. Chr. erbaute Odeon zu den architektonisch interessantesten Gebäuden Apollonias.
An der westlichen Wand des Odeons ist ein kleines Heiligtum angeschlossen, dessen Grundriss fünf mal fünf Meter misst. Zwei ionische Säulen zieren die Fassade, und beim Altar stehen die Sockel von drei Statuen. Es ist möglich, dass das Heiligtum den Anlässen im Odeon diente.

### Tempel der Diana
Westlich vom Buleuterion gelegen ist der Tempel zu Ehren der römischen Göttin Diana, der im letzten Viertel des 2. Jahrhunderts n. Chr. erbaut wurde. Die im Innenraum gefundene Marmorstatue der Diana ließ die Archäologen annehmen, dass die Göttin der Jagd, des Mondes und der Geburt sowie Beschützerin der Frauen und Mädchen in Apollonia stark verehrt wurde.

### Prytaneion
Die Prytanen führten in vielen Städten des antiken Griechenlands die Regierungsgeschäfte und waren die führenden Repräsentanten des Stadtrats. Der Sitz der Prytanen von Apollonia befand sich gleich hinter dem Buleuterion in der Nähe der Agora. Die nach Westen gerichtete Fassade des Gebäudes ist mit Marmorsäulen geschmückt, die von korinthischen Kapitellen bekrönt werden. Ausgrabungen von 1960 förderten insgesamt elf Statuen aus dem 2. und 3. Jahrhundert n. Chr. zu Tage, die für die Archäologen einen Existenzbeweis eines Prytaneions an diesem Platz darstellen.

### Theater
Etwa 300 Meter nördlich der Agora befindet sich das Theater. Für den Bau wurde ein Hügelhang ausgehoben, während an der Nordwestseite ein künstlicher Damm zur Stützung erstellt wurde. In der Spätantike wurde das Theater aufgegeben, und an seiner Stelle errichtete man eine Kirche. Für den Bau der Klosterkirche von Shën Meri wurden Steinblöcke der Sitzreihen verwendet.

### Nymphäum
Rund 400 Meter nördlich des Theaters stehen die Ruinen des Nymphäums, die 1962 entdeckt wurden. Der große und reich verzierte Trinkbrunnen wurde von einer unterirdischen Wasserquelle gespeist, die noch heute fließt. Das Bauwerk, errichtet im 3. Jahrhundert v. Chr., ist das am besten erhaltene in Apollonia. Es wurde nur während rund 100 Jahren benutzt, bis ein Erdrutsch die gesamte Anlage unter sich begrub.

### Gymnasion
Das im 6. Jahrhundert v. Chr. gebaute Gymnasion steht südlich des Stadtzentrums an der Straße, die das Südtor mit der Agora verband. Es wurde bis ins 3. Jahrhundert n. Chr. benutzt und wiederholt umgebaut.

### Große Stoa
Die große Stoa (bei Archäologen als Stoa B bezeichnet) liegt gleich vor dem Odeon und führte direkt zur Agora. Die Säulenhalle bot einen Ausblick über die Umgebung und das Adriatische Meer. Es ist das am besten erhaltene Bauwerk aus der griechischen Klassik und wurde bis weit ins 2. Jahrhundert n. Chr. benutzt. 36 achteckige dorische Säulen teilen die Allee in zwei parallele Fußwege. Möglicherweise gab es noch ein zweites Geschoss, das mit ionischen Säulen geschmückt war. Die zum Hügel gelegene Wand besaß 14 Nischen, die sowohl als Stützung fürs Gebäude fungierten, als auch Platz für Skulpturen von antiken Philosophen boten. Einige von ihnen datieren bis weit ins 2. Jahrhundert n. Chr. und wurden während der Ausgrabungen von Léon Rey entdeckt. Archäologen behaupten, dass die Stoa für das Stadtleben Apollonias besonders wichtig war, da sie den besten Standort der Stadt hatte, von wo man die ganze Gegend gut beobachten konnte. Im Spaziergang wurden philosophische Debatten gehalten und hitzige Diskussionen geführt, die sich um wichtige Fragen drehten, welche die Stadteinwohner betrafen.

### Dorischer Tempel
Außerhalb der Stadtmauern in der Nähe des Südtores befinden sich die Überreste des dorischen Tempels, welcher um 480 v. Chr. mit Steinblöcken vom nahen Karaburun errichtet wurde. Bisher konnte der im Tempel verehrte Gott nicht identifiziert werden, jedoch kann durch eine vor Ort gefundene Statue mit Sicherheit gesagt werden, dass der Gott in Verbindung mit dem Meer steht. Somit kommen Poseidon, der Gott des Meeres, Aphrodite, die Beschützerin der Seefahrer, und Hermes, der Schutzgott der Kaufleute, in Betracht.

### Weitere Bauwerke
Die Ruinen eines mit Marmor geschmückten Triumphbogens befinden sich am Eingang zur Agora. Das 14 Meter lange und zehn Meter hohe Monument besaß vier Säulen und war durch drei mit Bögen verbundene Tore passierbar.
Mit rund 3.500 Quadratmetern Fläche und zwei von Peristylen umringten Höfen gehört das Haus der Athena zu den größten Villen der antiken Stadt. Es ist das bisher größte Wohnhaus Apollonias und wurde nach einer in ihr gefundenen Statue der Athena benannt. Im östlichen Teil des Gebäudes sind die Böden mit vielen Mosaiksteinen verziert. Als Motive finden sich viele Figuren der griechischen Mythologie. Im östlichen Raum der Villa zeigt in der Mitte des Raumes ein achteckiges Medaillon eine nackte Nereide, die auf einem Delphin reitet und von Seepferdchen umkreist wird. In einem anderen Raum, ebenfalls im östlichen Teil des Gebäudes, zeigt das Bodenmosaik Kampfszenen zwischen dem Heros Achilleus und Penthesilea, der schönen Königin der Amazonen. Die erste Szene zeigt zwei Amazonen, die auf einen knienden griechischen Soldaten einschlagen, der mit den Händen in der Luft um Gnade fleht. In der zweiten Szene hält der einen attischen Helm tragende Achilleus die während des Kampfes tödlich verletzte Königin der Amazonen in seinen Armen. Das Haus der Athena wurde im 2. Jahrhundert n. Chr. errichtet, ist jedoch schon im 3. Jahrhundert verlassen worden.
Eine weitere große Villa ist die Villa mit Impluvium, welche in der Nähe des Gymnasions steht. Sie beherbergt im Atrium ein Becken, das bei Regen mit Wasser gefüllt wurde (lateinisch Impluvium). Das Haus wurde zwischen dem 2. und 3. Jahrhundert n. Chr. gebaut. Archäologen fanden im Innern ein Porträt eines Philosophen und eine kopflose Statue der Athena im Stil des Promachos. Eine weitere Skulptur zeigt den Titanen Atlas, wie er das Himmelsgewölbe trägt. Sie befindet sich heute im Historischen Nationalmuseum in der Hauptstadt Tirana. 2010 entdeckten Archäologen die Büste eines römischen Aristokraten.

## Titularbistum
Noch heute gibt es das römisch-katholische Titularbistum Apollonia.

## Antike Quellen
- Herodot, Historiai 9, 93
- Thukydides, Peloponnesischer Krieg, 1, 26, 1-3
- Aristoteles, Politeia 4, 4
- Polybios, Historia 2, 11, 6-9
- Titus Livius, Ab urbe condita, 24, 40, 10-17
- Sueton, De vita caesarum, 2, 94, 12
- Pausanias, Hellados Perigesis 5, 22, 3-4